# Hina-Matsuri

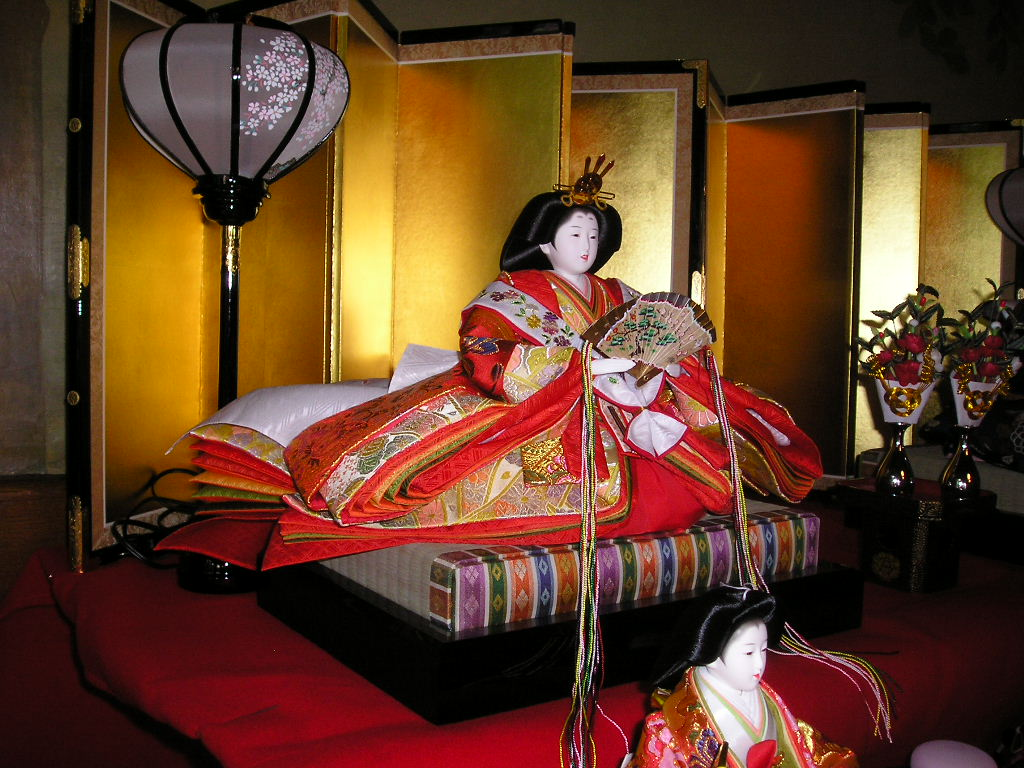
Kaiserin

Hina-Matsuri (japanisch 雛祭り) oder Mädchenfest ist ein japanischer Festtag, der jedes Jahr am 3. März gefeiert wird.
In der Zeit vor diesem Tag stellt man auf abgestufte, mit rotem Tuch überzogene Plattformen (緋毛氈 hi-mōsen) einen Satz von Puppen (雛人形 hinaningyō), die in traditionelle Kimonos gekleidet sind und die Kaiser, Kaiserin, Dienerinnen und Musiker in offizieller Hofkleidung darstellen.

## Ordnung der Puppen

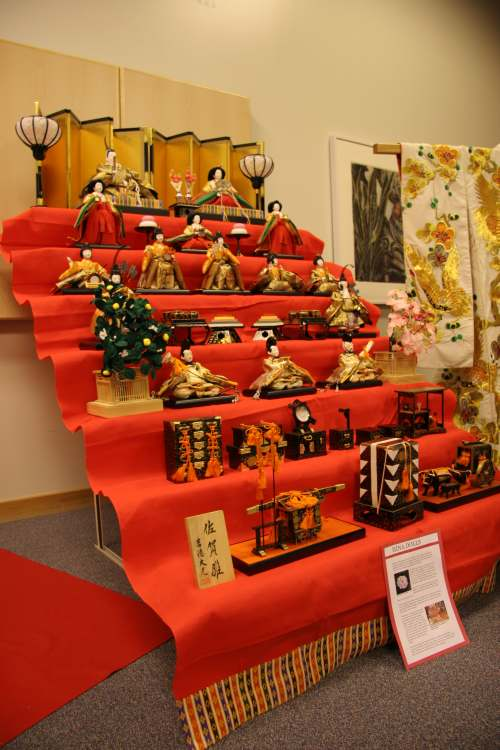
7-reihiges Hina-Puppenset

### O-Dairi-sama und O-Hina-sama
In der obersten Reihe der Plattform stehen zwei Puppen, die höfische Kleidung aus der Heian-Zeit tragen und Kaiser und Kaiserin darstellen. Die Kaiserpuppe heißt O-Dairi-sama (お内裏さま) und die Kaiserin O-Hina-sama (お雛さま) (Dairi bedeutet „Kaiserlicher Palast“, Hina bedeutet "Puppe"). Oft werden diese zwei Puppen auch in Miniaturhäuser gestellt.

### Sannin Kanjo
Auf der zweitobersten Ebene stehen gewöhnlich drei Puppen (三人官女 sannin kanjo). Es sind Hofdamen, die dem Kaiser und der Kaiserin dienen, z. B. hält eine der Damen einen Sake-Behälter in ihren Händen.

### Gonin Bayashi
Auf der dritten Stufe befinden sich fünf Musiker mit Musikinstrumenten (五人囃し gonin bayashi).

### Weitere Reihen
Auf allen weiteren Ebenen wird eine Vielfalt von Miniaturmöbeln, Wagen usw. gezeigt. Manchmal sind auf der vierten Stufe zur Rechten und Linken die Figuren zweier Minister aufgestellt.

## Ursprung
Der Brauch, Puppen auszustellen, hat seinen Ursprung in der Edo-Zeit. Man glaubte, dass die Puppen die Macht hätten, böse Geister in ihrem Körper einzuschließen und so den Eigentümer vor gefährlichen Begegnungen schützen zu können. Beim Hinanagashi (雛流し, Puppen treiben lassen) ließ man Papierpuppen in einem Boot einen Fluss hinunter ins Meer treiben, die die bösen Geister mitnehmen sollten.

## Bräuche
Das für Hina-Matsuri übliche Getränk ist Amazake, ein süßes, sehr schwach alkoholhaltiges Getränk aus Saketreber. Gegessen werden traditionell gefärbte Arare, bissengroße Kekse, die mit Sojasoße gewürzt werden.
Jede traditionell orientierte japanische Familie mit einer Tochter hat einen Satz Puppen.
Eine Legende über das Hina-Matsuri besagt, dass das Mädchen einer Familie, das vergisst, alle Puppen vor der Nacht zum 4. März wegzuräumen, in diesem Jahr nicht heiraten wird.